# Colli Kavrayskiy
I colli Kavrayskiy sono una serie di colli situati sulla costa di Oates, nella parte di questa facente parte della Dipendenza di Ross. I colli Kavrayskiy sono orientati in direzione nord-ovest/sud-est e raggiungono una lunghezza di circa 40 km, estendosi proprio sulla costa della baia di Rennick ed essendo quindi circondati a est dalla piattaforma glaciale creata dal ghiacciaio Rennick sulla superficie della baia, piattaforma che è alimentata anche dal ghiacciaio Serrat, un ghiacciaio che fluisce in direzione sud-nord dividendo in due i colli.

## Storia
I colli Kavrayskiy sono stati scoperti e fotografati per la prima volta durante ricognizioni aeree effettuate nel corso dell'Operazione Highjump nel periodo 1946-47, ma sono stati così battezzati solo in seguito dai membri di una spedizione sovietica di esplorazione antartica svolta nel 1958 in onore di Vladimir V. Kavrayskiy, un famoso cartografo sovietico.